# Stazione di Münchwilen
La stazione di Münchwilen (in tedesco Bahnhof Münchwilen) è una stazione ferroviaria a servizio del comune svizzero di Münchwilen sulla ferrovia Frauenfeld-Wil. La stazione è anche denominata Münchwilen TG, per indicare che è situata nel comune nel canton Turgovia e non nell'omonimo comune nel canton Argovia (sebbene quest'ultimo non abbia una stazione ferroviaria).

## Storia
La fermata fu attivata il 1° settembre 1887, in occasione dell'apertura della linea Frauenfeld-Wil (Wiler Bähnli).

## Strutture e impianti
La fermata dispone di un binario dotato di marciapiede per il servizio passeggeri. È dotata di un piccolo e caratteristico fabbricato viaggiatori in legno.

## Movimento
La fermata è servita dai treni a cadenza semioraria sulla relazione Frauenfeld - Wil (linea S15 della rete celere di San Gallo). Inoltre, è servita da ulteriori treni a cadenza semioraria negli orari di punta che percorrono solo la parte tra Wängi e Wil della ferrovia.

## Servizi
Nella stazione sono presenti:
- Biglietteria a sportello[2]
- Biglietteria automatica[4]

Inoltre, è presente un piccolo parcheggio di interscambio per automobili.

## Interscambi
- Fermata autobus (Münchwilen TG, Bahnhof Nord, sulla strada principale 7,[6] e Münchwilen TG, Bahnhof Süd[7]).